# Liczby Bella
Liczba Bella dla liczby naturalnej {\displaystyle n} (oznaczenie: {\displaystyle B_{n}}) to liczba podziałów zbioru {\displaystyle \{1,\dots ,n\}.}
- {\displaystyle B_{0}=1,} bo zbiór pusty {\displaystyle \{\}} ma jedyny podział: {\displaystyle \{\}.}
- {\displaystyle B_{1}=1,} bo zbiór {\displaystyle \{1\}} ma jedyny podział: {\displaystyle \{\{1\}\}.}
- {\displaystyle B_{2}=2,} bo zbiór {\displaystyle \{1,2\}} ma dwa podziały: {\displaystyle \{\{1,2\}\}} i {\displaystyle \{\{1\},\{2\}\}.}
- {\displaystyle B_{3}=5,} bo zbiór {\displaystyle \{1,2,3\}} ma {\displaystyle 5} podziałów:
  1. {\displaystyle \{\{1,2,3\}\}}
  2. {\displaystyle \{\{1\},\{2,3\}\}}
  3. {\displaystyle \{\{2\},\{1,3\}\}}
  4. {\displaystyle \{\{3\},\{1,2\}\}}
  5. {\displaystyle \{\{1\},\{2\},\{3\}\}}
- {\displaystyle B_{4}=15,} {\displaystyle B_{5}=52,\dots }

Liczby Bella spełniają następujący wzór rekurencyjny:
{\displaystyle B_{n+1}=\sum _{k=0}^{n}{{n \choose k}B_{k}},n\in \mathbb {N} .}
Oraz „wzór Dobińskiego”:
{\displaystyle B_{n}={\frac {1}{e}}\sum _{k=0}^{\infty }{\frac {k^{n}}{k!}}.}